# Eroge

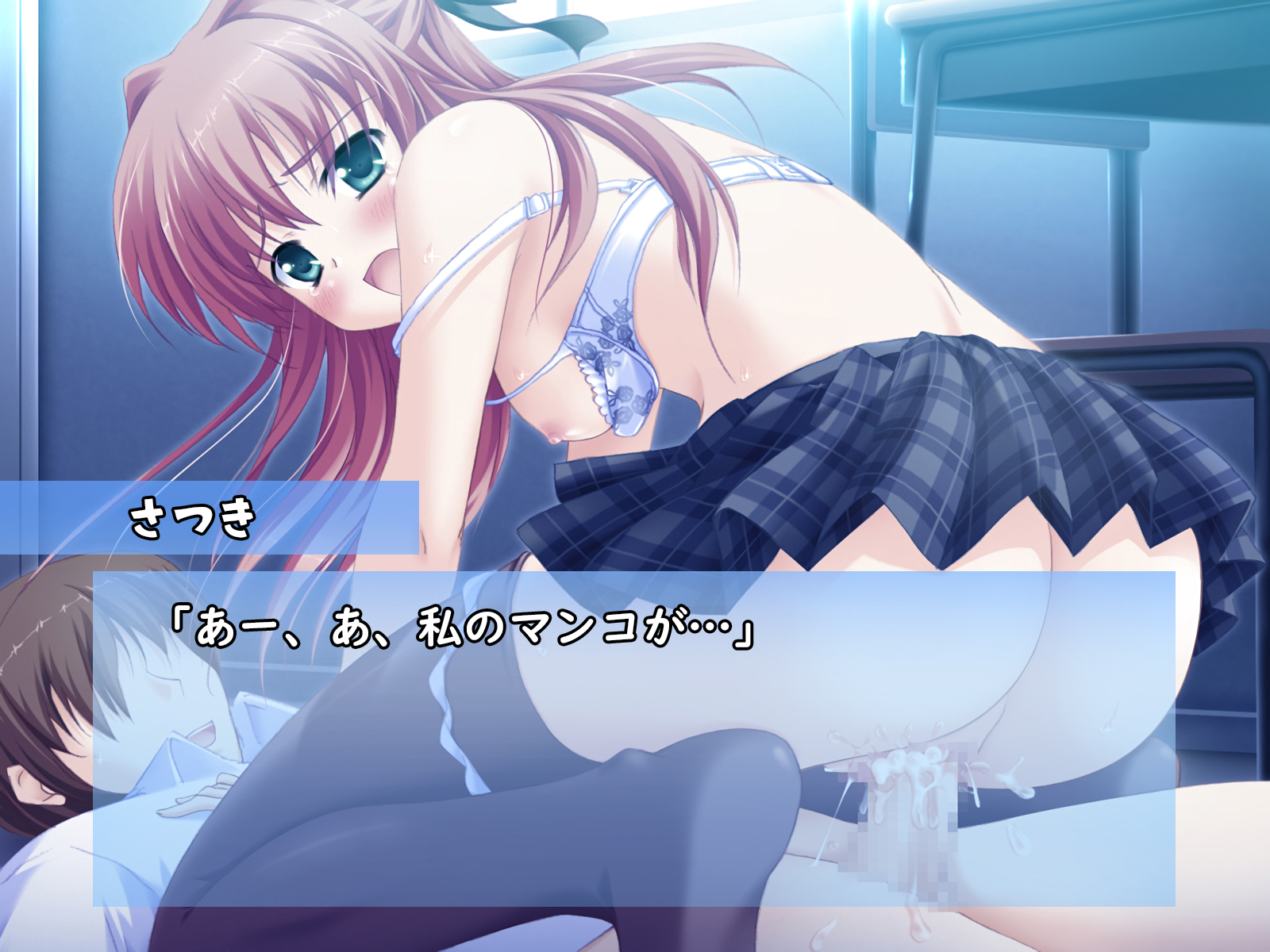
Eroge là một dạng video hoặc game của Nhật Bản có phong cách đồ họa manga và anime.

Eroge (エロゲ, eroge, hay エロゲー, erogē, phát âm [eɾoɡe(ː)]), hay còn được gọi là H-game, là một thể loại trò chơi điện tử khiêu dâm Nhật Bản. Thuật ngữ này bao gồm nhiều trò chơi khác nhau của Nhật Bản có chứa nội dung khiêu dâm thuộc nhiều thể loại. Trò chơi eroge đầu tiên được tạo ra vào thập niên 1980 và nhiều công ty nổi tiếng trong ngành công nghiệp game Nhật Bản đã sản xuất và phân phối chúng. Một số eroge chủ yếu tập trung vào nội dung khiêu dâm trong khi một số khác, chẳng hạn như Kanon của Key, chỉ có một số cảnh đối với một tác phẩm không mang tính khiêu dâm. Các trò chơi sau này thường phát hành lại với nội dung khiêu dâm được loại bỏ để phù hợp với mọi người. Trong suốt lịch sử của mình, thể loại này đã phải đối mặt với nhiều tranh cãi vì sử dụng nội dung khiêu dâm rõ ràng và nó đã bị cấm trên một số nền tảng cầm tay.

## Thuật ngữ
Eroge là từ ghép của "erotic game" (エロチックゲーム erochikku gēmu). Những trò chơi như vậy cũng được gọi là "H-game" (Hゲーム).

## Lịch sử
Eroge là một loại trò chơi điện tử khiêu dâm Nhật Bản. Trò chơi máy tính khiêu dâm thuơng mại sớm nhất được biết đến là Lolita Yakyūken của PSK phát hành vào năm 1982. Cùng năm đó, Koei phát hành tựa game khiêu dâm Seduction of the Condominium Wife (団地妻の誘惑 Danchi Zuma no Yūwaku), một trò chơi phiêu lưu nhập vai sơ khai với đồ họa màu nhờ bảng màu tám màu của máy tính PC-8001. Trò chơi này đã trở thành một hiện tượng, giúp Koei trở thành một công ty phần mềm lớn.
Theo một ý kiến khác, Horii Yuji nhớ rằng vào năm 1986 ông đã xem bản demo của một trò chơi trong giống như Yakyūken chạy trên máy FM-8 vào cuối năm 1981 và cho rằng Yakyūken là nguồn gốc của game người lớn. Một số nhà báo cho rằng Yakyūken do Hudson Soft phát triển dành cho hệ máy Sharp MZ là game người lớn đầu tiên của Nhật Bản.
Các công ty nổi tiếng khác của Nhật Bản như Enix, Square và Nihon Falcom cũng từng phát hành game người lớn khiêu dâm dành cho máy tính PC-8801 vào đầu thập niên 1980 trước khi họ trở thành nhà phân phối chính thống. Eroge thời kỳ đầu thường có cốt truyện đơn giản, một số còn bao gồm cảnh tình dục hậu môn, điều này thường bị truyền thông Nhật Bản lên án mạnh mẽ. Đối với một số trò chơi khiêu dâm thời kỳ đầu khác, nội dung gợi tình được lồng ghép khéo léo vào câu chuyện sâu sắc và chín chắn trong khi số khác chỉ dùng nó như cái cớ để chèn nội dung khiêu dâm. Game khiêu dâm đã giúp cho PC-8801 nổi tiếng nhưng khách hàng bắt đầu phát chán với việc phải bỏ ra 8800 yên cho những tựa game đơn giản như vậy. Chẳng bao lâu sau, những thể loại mới ra đời: Chaos Angels của ASCII, một eroge dựa trên nhập vai, truyền cảm hứng cho Dragon Knight được tạo bởi Elf và Rance của AliceSoft.
Đến đầu thập niên 1990, eroge càng trở nên phổ biến hơn. Một lượng trò chơi eroge được phát hành cho hệ máy PC-9801. FM Towns cũng có nhiều trò chơi được phát hành cho hệ máy nhiều, nhiều hơn so với X68000 hay MS-DOS, trong khi đó hệ máy MSX (từng có nhiều trò chơi eroge vào thập niên 1980) đã gần như kết thúc vòng đời của mình. Eroge hiếm khi xuất hiện trên sonsole – chỉ có PC Engine của NEC có game người lớn được cấp phép chính thức, và từ giữa thập niên 1990 là Saturn của Sega. Nintendo và Sony đều cấm trò chơi người lớn trên hệ máy của họ. Games cũng bắt đầu xuất hiện trên Windows khi hệ điều hành này trở nên phổ biến. Một số trò chơi còn xuất hiện ở arcade, chẳng hạn như series Gals Panic.
Vào năm 1992, Elf phát hành Dōkyūsei. Trong game này, trước khi mở khóa được cảnh nóng, người chơi cần giành được tình cảm từ một trong số các nhân vật nữ, biến câu truyện thành tiểu thuyết lãng mạn tuơng tác. Từ đó, thể loại mô phỏng hẹn hò ra đời. Không lâu sau, trò chơi Otogirisou trên Super Famicom thu hút sự chú ý của nhiều game thủ Nhật Bản. Otogirisou  là một game phiêu lưu thông thường nhưng có nhiều kết thúc khác nhau, khái niệm này được gọi là "sound novel".
Vào năm 1996, nhà phát triển và phát hành mới Leaf phát triển ý tưởng này, gọi nó là visual novel và phát hành trò chơi thành công đầu tiên của họ, Shizuku, một câu chuyện kinh dị xoay quanh một gã hiếp dâm là học sinh cấp 3 với kịch bản và nhạc nền được đánh giá rất cao. Trò chơi tiếp theo của họ, Kizuato, cũng đen tối như vậy. Tuy nhiên vào năm 1997, họ phát hành To Heart, một câu chuyện tình cảm ngọt ngào thời học sinh, nó đã trở thành một trong những eroge nổi tiếng và có ảnh hưởng nhất mọi thời đại. Nhạc của To Heart nổi đến mức được thêm vào máy hát karaoke khắp Nhật Bản — điều chưa từng có tiền lệ đối với eroge.
Đáp lại áp lực ngày càng tăng từ các nhóm vận động hành lang Nhật Bản, vào giữa năm 1996, Sega Nhật Bản tuyên bố sẽ không còn cho phép trò chơi trên Sega Saturn có bao gồm cảnh khỏa thân.
Sau thành công của One: Kagayaku Kisetsu e do Tactics phát triển vào năm 1998, Visual Arts đã chiêu mộ đội ngũ phát triển chính của One để thành lập một thuơng hiệu mới dưới trướng họ, sau này trở thành Key. Vào năm 1999, Key phát hành Kanon. Trò chơi chỉ có khoảng bảy cảnh nóng ngắn trong một câu truyện tình cảm có độ dài như tiểu thuyết (phiên bản dành cho mọi lứa tuổi cũng được phát hành sau đó), nhưng sự đón nhận nồng nhiệt là chưa từng có và Kanon đã bán được hơn 300.000 bản. Theo A History of Eroge của Todome Satoshi, Kanon vẫn là chuẩn mực cho eroge hiện đại và được coi như "phép rửa tội" cho các otaku trẻ tại Nhật Bản. Mặc dù phần lớn eroge trên thị trường vẫn tập trung vào tình dục, những eroge chú trọng cốt truyện giờ đây đã trở thành một phần quan trọng trong văn hóa otaku Nhật Bản. Các diễn viên lồng tiếng cho eroge thường được ghi công dưới bút danh.
Khi tiêu chuẩn visual novel được áp dụng, các yếu tố khiêu dâm trong eroge ngày càng ít xuất hiện hơn. Nhiều eroge ngày tập trung vào khía cạnh cốt truyện hơn là tình dục, khiến cốt truyện trở thành trọng tâm chính của nhiều eroge hiện đại. Ngày càng nhiều người trước đây từ chối chơi những thể loại game như vậy bắt đầu trở nên cởi mở hơn, nhận ra rằng eroge không chỉ đơn thuần là tình dục nữa. Nhiều eroge tập trung vào cốt truyện thường có ít cảnh khiêu dâm.

## Lối chơi
Không có định nghĩa cố định cho lối chơi của eroge ngoại trừ tất cả chúng đều chứa nội dung khiêu dâm rõ ràng tùy thuộc vào trò chơi. Tương tự như các phương tiện truyền thông khiêu dâm khác ở Nhật Bản, các cảnh khiêu dâm đều bị kiểm duyệt cơ quan sinh dục, nó chỉ không bị kiểm duyệt nếu trò chơi được cấp phép và phát hành bên ngoài Nhật Bản trừ khi được sản xuất bất hợp pháp bởi dōjin (thường có bộ công cụ xây dựng như NScripter hay RPG Maker). Ngoài ra, một số trò chơi có thể có phiên bản "dành cho mọi lứa tuổi" (chẳng hạn như chuyển sang thiết bị cầm tay không cho phép nội dung khiêu dâm), phiên bản này sẽ loại bỏ hoặc kiểm duyệt hoàn toàn các cảnh quan hệ tình dục.
Hầu hết eroge là visual novel hoặc mô phỏng lãng mạn. Tuy nhiên, còn có nhiều loại hình eroge khác như:
- Thể loại video game phổ biến khác, chẳng hạn như game nhập vai, với các yếu tố khiêu dâm.
- Conditioning game, trong đó nhân vật nữ, bằng cách thực hiện các loại hình tình dục, thay đổi số đo 3 vòng của mình, tạo thêm các tính năng tương tác với người chơi.
- Phiên bản trò chơi truyền thống "strip", bao gồm nhưng không giới hạn mahjong, pachinko, poker, chess và blackjack. Nhiều arcade game người lớn thuộc thể loại này.
- Interactive video, chủ yếu là các loại eroge chơi trên DVD player (còn gọi là DVDPG, DVD player game).
- Sex simulators, đồ họa 3D.
- Trò chơi tranh ghép với các ảnh nóng làm nền.
- Ero-cha là một dạng quan hệ tình dục trực tuyến với một nhân vật nữ được lồng tiếng đầy đủ trong một thời gian thực. Hệ thống này sử dụng đồ họa nhân vật eroge 2D, cũng mang phong cách các game khiêu dâm là click chuột để tiến tới từng bước trong suốt cuộc quan hệ tình dục.

Eroge có thể là bishōjo game, otome game hay BL game, mặc dù bishōjo game được ưa thích hơn cả. Một số lượng nhỏ của eroge bara cũng được sản xuất, hầu hết là dōjin soft.